# Cantonul Lafrançaise
Cantonul Lafrançaise este un canton din arondismentul Montauban, departamentul Tarn-et-Garonne, regiunea Midi-Pyrénées, Franța.

## Comune
- Lafrançaise (reședință)
- L'Honor-de-Cos
- Montastruc
- Piquecos